# Metro (Indonesia)
Metro è una città dell'Indonesia, situata nella provincia di Lampung.